# Trivia candidula
Espèce
Trivia candidula est une espèce de mollusques gastéropodes marins de la famille des Triviidae. Elle est présente en mer Méditerranée, dans l'océan Atlantique Nord (Açores, Cap Vert, îles Canaries), au large de l'Afrique de l'Ouest et en mer des Caraïbes.
L'espèce a été définie en 1836 par John Samuel Gaskoin, sous le nom Cypraea candidula.